# Kayapos
Les Kayapos (également orthographié Kayapós, Caiapós ou encore Kaipo), dont l'auto-dénomination est Mebêngôkre, sont un peuple indigène du Brésil et l'une des 17 nations résidant dans la vallée du Rio Xingu, occupant un territoire de plus de 13 millions d'hectares dans cinq terres indigènes contigües (Kayapó, Menkragnoti, Badjonkôre, Baú, Capoto/Jarina) et quatre autres isolées (Las Casas, Xikrin do Catete, Kararaô et Trincheira/Bacajá), au sud du bassin de l'Amazone, dans les plaines des États du Mato Grosso et du Pará. Ils parlent le kayapo, l'une des langues jê.
11 675 Kayapos sont recensés en 2014 (données siasi/sesai), dispersés dans diverses tribus (Kayapo Gorotire, Xicrin, Metyktire, Kuben-Kran Ken ou Txucarramae) qui vivent sur des territoires indigènes des États brésiliens du Pará et du Mato Grosso.
Ils mènent un combat médiatique depuis 1973, lorsque le cinéaste belge Jean-Pierre Dutilleux réalisa un documentaire sur les Txucarramae intitulé Raoni. Le chanteur Sting s'est intéressé à leur cause.

## Mode de vie

### Hiérarchie dans le village
Au sein de cette société, les Kayapos sont divisés en plusieurs catégories:
- Meprire (enfants de moins de 13 ans)
- Menoronyre (de 13 à 20 ans)
- Mekrare (de 20 à 40 ans)
- Mebataj (de 40 à 60 ans)
- Mêbêngêt (plus de 60 ans)

Dans la communauté, il y a un chef par village qui a pour principale fonction de coordonner toutes les activités. Il doit aussi transmettre les connaissances aux jeunes pour assurer la relève au sein de chaque village.
Le fonctionnement de ce peuple est différent de ce que l’on peut connaitre dans le monde occidental. En effet, malgré le mode de vie communautaire qui les caractérise, les femmes et les enfants sont séparés des hommes. Elles possèdent leur mode de vie, leur rituels, leur façon de vivre les choses, bien différents de ceux des hommes.

### Habitations
Les habitations sont construites en rondins de bois et en feuille de palmes principalement. Toutes ces habitations sont organisées pour faciliter cette idée de vie communautaire, c’est-à-dire en une sorte de camp circulaire. Chacune de ces habitations abrite les hamacs de chaque Kayapo ainsi que leur réserve de nourriture, et au centre de ce cercle on trouve le Ngab. C’est un lieu très important : les femmes s'y réunissent pour organiser les activités quotidiennes, les hommes y parlent de politique et font de l'artisanat.
Comme dans la plupart des civilisations dites « primitives », ce sont des préoccupations religieuses, rituelles ou fonctionnelles qui fondent leur culture. 

### Vêtements
Les vêtements sont inexistants pour le peuple Kayapo. Cette absence prend un sens symbolique dans les peintures corporelles qui peuvent être constituées de bande de couleurs ou des rayures différentes selon l’âge ou le sexe.
Les femmes se peignent le visage et le corps avec des fleurs de palmiers et de fins stylets.

### Rites et croyances
La vie des Kayapos est rythmée par les rites et les célébrations. Dans leur culture, de nombreuses occasions sont propices à célébration, et à fêtes :

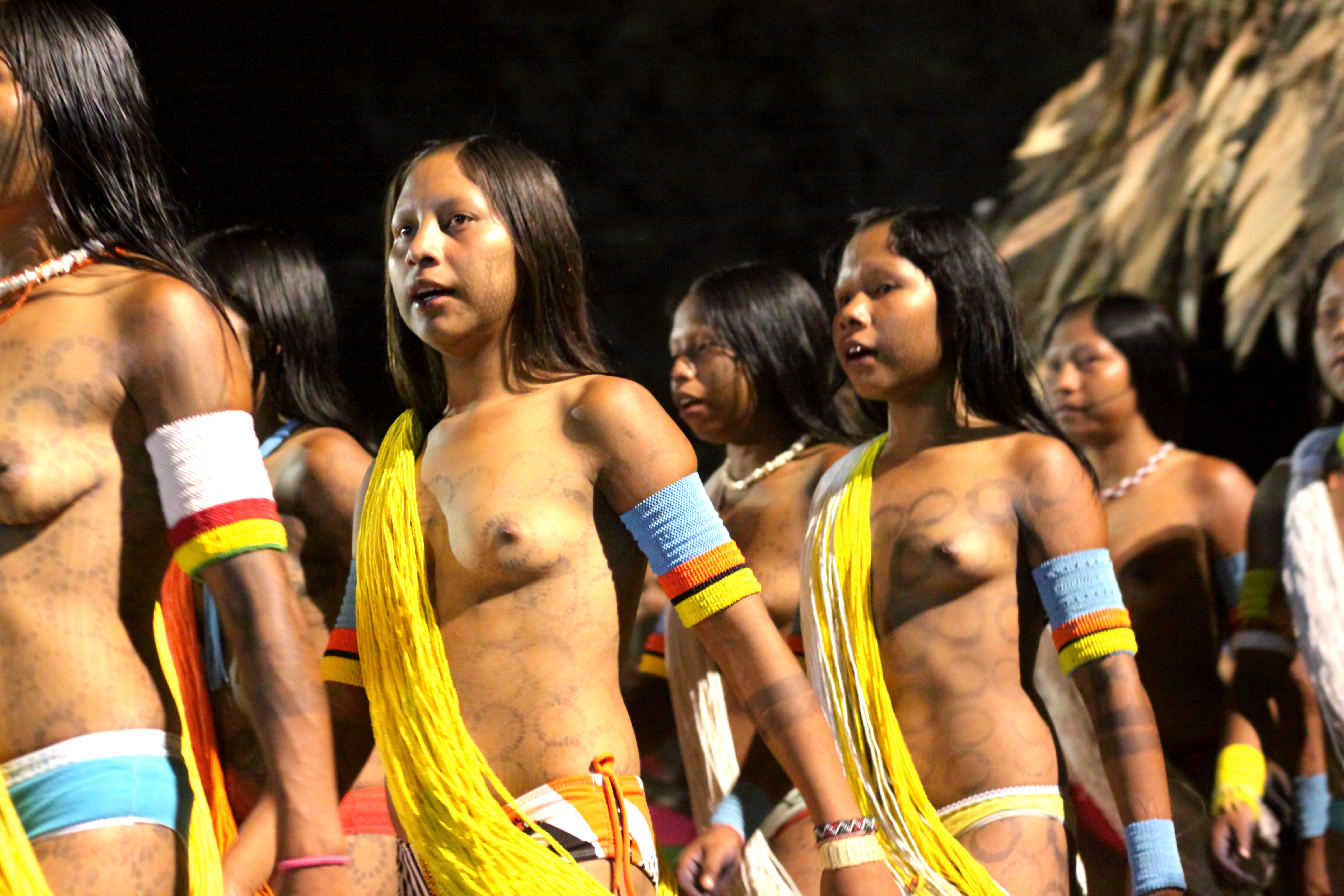
Fête traditionnelle des Kayapo.

- Le rituel d'appellation : composé de cinq rites majeurs est destiné à conférer les noms ancestraux aux jeunes membres de la tribu qui sont alors considérés comme des « êtres humains entiers ». Ils ont sept ans lorsqu'ils sont honorés;
- La cérémonie après la chasse: célébrée par reconnaissance de la nourriture apportée par les hommes;
- La fête initiatique, le « bemp » : réaffirmation par des chants et des danses de l'attachement aux traditions.

Ils essaient, par ces célébrations et rites, de conjurer les forces « mystérieuses » qui — selon eux — les entourent chaque jour et chaque nuit. Ce peuple comme tous les peuples indigènes entretient une relation fusionnelle avec la nature. Dans le paradigme de leur culture, les êtres vivants, le cosmos, la nature, les animaux sont indissociables, ce qui les conduit à célébrer très souvent la nature, sa faune, sa flore, ainsi que l’eau, grande ressource dont ils ont compris l'importance. Les Kayapos croient fortement aux esprits. Dans leur culture, les mauvais esprits rôdent la nuit dans la forêt et peuvent attaquer les Indiens pour leur infliger des maux et des punitions.
Ils ont également une vision particulière de la mort. Ainsi, lors de la mort de l'un des leurs, ils placent le corps dans un espace délimité très précis en dehors du cercle du village avec le visage toujours orienté vers l’Est. Là, la famille vient y déposer les objets personnels ainsi que de la nourriture pendant plusieurs semaines. Ils considèrent que l'esprit du mort met plusieurs semaines à trouver le chemin du village du mort et dans cette logique, ils continuent de s'en occuper.

## Dangers pour les Kayapos
Les Kayapos possèdent dans leur culture un très fort intérêt pour l’eau, ils sont d’ailleurs également appelés Mebêngôkre, qui signifie « peuple venu de l’eau ». Les rivières de ce peuple sont menacées depuis peu, et cela met en danger des vies entières sur leurs territoires. En effet, des produits chimiques et toxiques sont utilisés par les chercheurs d’or comme le mercure et mettent en danger le peuple indigène du Brésil.
Les Kayapos rencontrent une seconde difficulté, qui est celle des industries et les intrusions illégales des exploitants de bois ou bien des éleveurs de bovins. Et c’est d’ailleurs en partie à cause de cela que les eaux qui traversent les terres indigènes sont polluées : les déchets rejetés par les grandes villes et les engrais utilisés par les fermiers par exemple polluent ces terres, et menacent la vie des Kayapos. C’est un peuple qui connaît énormément d’espèces végétales, et le fait même que ces derniers pensent que le remède contre le Sida se trouve dans leur forêt ne change en rien les projets d’intrusions, et les faits de pollution sur leur terre.
Une de leurs plus récentes inquiétudes, est le projet du barrage Belo Monte le long du Rio Xingu mis en place en 2006 qui mettrait en danger tout l’environnement du peuple et encore une fois leur vie, tous deux sont reliés. Si ce projet vient à se réaliser il entraînera de nombreux dangers non seulement pour se nourrir, avec une disparition du gibier et des poissons qu’ont l’habitude de manger les Kayapos, mais également la disparition d’une eau saine qui permet de vivre.

## Lutte des Kayapos contre la Covid-19
En avril 2020, les premiers cas de Covid-19 sont apportés chez les indigènes du Brésil par des contacts avec des populations urbaines et des orpailleurs clandestins. Le ministre de la Santé, Luis Henrique Mandetta, souligne, lors d'une conférence de presse, que « la santé des indigènes constitue une grande source d'inquiétude » compte tenu de la vulnérabilité historique de ces communautés face aux virus importés. En effet, les maladies amenées par les colons européens ont fait disparaître près de 95 % des autochtones d'Amérique. En raison de la pandémie de Covid-19 et à la suite de la demande de dirigeants de la tribu Kayapo du village de Turedjam (qui compte 400 indigènes), les compagnies minières qui envahissent la forêt acceptent de quitter leur territoire. Ce départ ne concerne qu'un village, mais d'autres groupes d'indigènes pourraient suivre le pas, à la suite de cette victoire.
Le chef indigène Paulinho Paiakan, cacique du peuple Kayapo et symbole de la lutte pour la forêt amazonienne, décède en juin 2020 après avoir contracté la Covid-19.
Le 17 août 2020, les indigènes membres de la tribu des Kayapo Mekragnoti bloquent la BR-163, un important axe routier au Brésil, demandant davantage d'aide des autorités brésiliennes, notamment de la part du président Bolsonaro, pour lutter contre le coronavirus et la déforestation. « Nous menons ce mouvement car chaque jour qui passe cette maladie progresse, pour que le gouvernement s'intéresse aux indigènes, pas seulement nous, mais dans tout le Brésil. Tous les indigènes ont besoin d'aide » contre le coronavirus, a déclaré le cacique Beppronti Mekragnotire, par l'intermédiaire de son interprète Doto Takak-ire. Dix jours après, les indigènes annoncent la levée du barrage, après une décision judiciaire exigeant une réponse du gouvernement à leurs revendications.

## Protection du territoire des Kayapos
En juillet 2013, plusieurs dizaines de guerriers Kayapos parcourent plus de 200 kilomètres en bateau et à pied afin d’atteindre des camps miniers illégaux. Ils y détruisent le matériel minier et incitent le gouvernement à envoyer des hélicoptères afin d'embarquer les chercheurs d’or tout juste capturés.

## Personnalité kayapo
- Tuíre Kayapó (1969/1970-2024), militante brésilienne des droits des autochtones, écologiste et cheffe.